# Saxofonhallicken
Saxofonhallicken är en svensk dramafilm från 1986, med manus och regi av Lars Molin och med Eva Gröndahl och Allan Svensson i huvudrollerna. Den utspelas på ett stadshotell, vars miljö av Molin beskrivs som "en ungdomsgård för vuxna".

## Handling
Saxofonhallicken är en ”Betraktelse om Stadshotellet som ungdomsgård för vuxna”, för att använda Lars Molins egna ord. Här på stadshotellet i småstaden hittar vi bland annat de unga danslejonen, den förfriskade krogmadamen och det glada sällskapet.
Ny för kvällen är Vera, en frånskild tvåbarnsmamma i sina bästa år. Dansbandets saxofonist följer de tafatta kontaktförsöken mellan Vera och en handelsresande och bestämmer sig för att hjälpa henne på traven. Han spelar upp klassikern ”Petite Fleur”. Om och om igen …

## Rollista i urval[1]
| Eva Gröndahl         | – Vera                                    |
| Allan Svensson       | – Börje Anderberg, handelsresande         |
| Kim Anderzon         | – Lisbeth, Veras väninna                  |
| Mona Seilitz         | – Ann, vokalisten i Niels-Ewerts orkester |
| Gino Samil           | – Janek, saxofonisten                     |
| Lars-Erik Berenett   | – Kalor, pianisten                        |
| Lars Hansson         | – Svampen, gitarristen                    |
| Gunvor Pontén        | – hotellportiern                          |
| Stig Torstensson     | – dörrvakten                              |
| Lottie Ejebrant      | – Sivan, kallskänka                       |
| Michael Kallaanvaara | – Erwin, kock                             |
| Margreth Weivers     | – äldre servitris                         |
| Gustav Kling         | – bartendern                              |
| Lennart R. Svensson  | – Kenneth Bromark                         |
| Lena T. Hansson      | – Kenneths fru                            |
| Björn Granath        | – Erik Andersson, handelsresande          |
| Hans Harnesk         | – Harry, den berusade                     |
| Björn Strand         | – Ragnar, skohandlare                     |

## Produktion och distribution

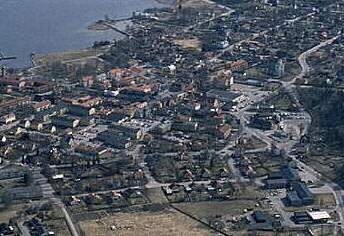
Östhammar anno 1993, med det dåvarande stadshotellet (vinklad gul byggnad) i bildens centrum.

Saxofonhallicken har ett antal kända svenska skådespelare i rollerna. Kim Anderzon och Lottie Ejebrant hade tidigare bland annat spelat de nöjeslystna Siv och Majsan i Sällskapsresan, och Allan Svensson skulle några år senare bli tätt förknippad med TV-serien Svensson Svensson. De olika medlemmarna i "Niels-Ewerts orkester" spelades bland annat av Mona Seilitz, Lars-Erik Berenett, Lars Hansson och Gino Samil.
Filmen, som producerades av UllaBella Gemicke och Pia Ehrnvall, räknas som en av Molins "skrönor" – i likhet med Potatishandlaren. Filmens stadshotell är det dåvarande stadshotellet i Östhammar, sedan 2012 kontor för Svensk Kärnbränslehantering och även scen för flera andra av Molins filmer. Den mindre stadens stadshotell har av Molin själv beskrivits som en "ungdomsgård för vuxna", med uppklädda gäster, en flott handelsresande, packade gäster, otrogen äkta man och ett dansband. Miljöskildringen har beskrivit som en kärleksförklaring till stadshotellet som fenomen, alternativt som "en skojfrisk skildring av dansbanekulturen".
Saxofonhallicken hade TV-premiär 1986 och släpptes på video i november 1998. Därefter har den visats på svensk TV ytterligare minst fem gånger. En DVD-utgåva gavs ut 2002. Senare har historien satts upp som teaterföreställning.

## Musik i filmen[1]
- "Petite Fleur", musik Sidney Bechet, text Fernand Bonifay och Mario Bua
- "Dover–Calais", musik Tommy Ekman, text Christer Sandelin och Tommy Ekman
- "On the Sunny Side of the Street"/"Just där gatan badar i sol", musik Jimmy McHugh, engelsk text Dorothy Fields, svensk text Sölve Forsell
- "L'Internationale/Internationalen", musik Pierre Degeyter, fransk text Eugène Pottier, svensk text Henrik Menander
- "As Time Goes By", text och musik Herman Hupfeld
- "Help Me Make It Through the Night", text och musik Kris Kristofferson, sång Mona Seilitz
- "Öppna landskap", text och musik Ulf Lundell, sång Mona Seilitz
- "Cuando vuelva a tu lado"/"What a Diff'rence a Day Made", musik och spansk text María Grever, engelsk text Stanley Adams, sång Mona Seilitz